# Rhopalomyia kugitangica
Rhopalomyia kugitangica är en tvåvingeart som först beskrevs av Fedotova 1999.  Rhopalomyia kugitangica ingår i släktet Rhopalomyia och familjen gallmyggor.
Artens utbredningsområde är Turkmenistan. Inga underarter finns listade i Catalogue of Life.